# Monastère Alekseievski
Le Monastère Alekseievski (en russe : Алексе́евский монасты́рь) est un monastère orthodoxe situé à Ouglitch à l'endroit d'un ruisseau pierreux sur un monticule appelé « Ognieva ». Cet édifice est créé en 1371 par le moine Adrien à l'initiative du métropolite Alexis de Moscou avec l'accord du prince Dimitri IV de Russie. À l'heure actuelle, il est devenu un monastère de femmes au sein de l'église orthodoxe.

## Histoire
Le monastère, à l'origine, fut entouré de murs en bois pour le défendre d'incursions éventuelles du côté de la route de Iaroslavl. Au début il s'appelait de la Dormition et ce n'est qu'en 1439 qu'il fut consacré à Saint-Aleksis. En 1534, un édifice en pierre fut construit, le premier hors des murs du kremlin. En 1609, le monastère soutient un siège opiniâtre contre les envahisseurs polono-lituaniens commandés par Jan Piotr Sapieha. Tous les moines sont tués.

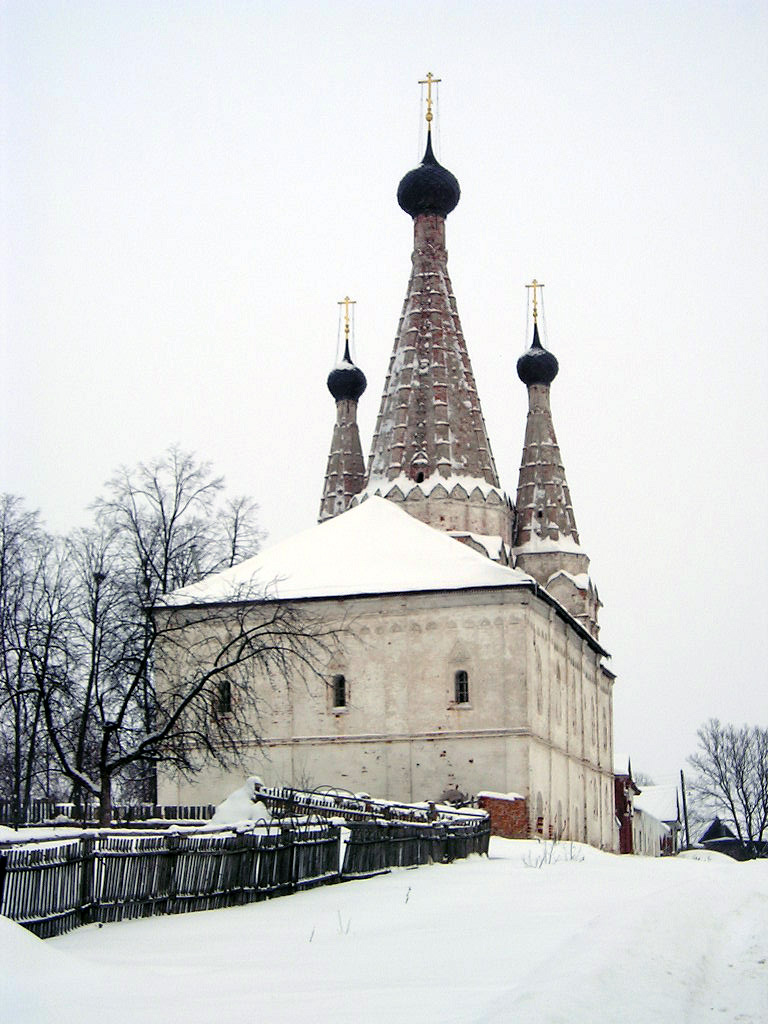
L'église merveilleuse de la Dormition

Après avoir chassé les envahisseurs, une église de la Dormition surnommée la merveille (Divnaïa) par les fidèles du fait de sa beauté est érigée en 1628 dans l’enceinte du monastère comme un mémorial en souvenir des victimes d’Ouglitch. C’est une des premières constructions en pierre en Russie. Il est élevé après les Temps de troubles, à une époque où l’État ne peut pas se permettre de financer des travaux de cette ampleur. En 1698 les streltsy impliqués dans la révolte contre Pierre Ier le Grand y sont emprisonnés.
Après la destruction au XXe siècle, à l’époque soviétique, du Monastère Pakrovski d’Ouglitch, l’église du monastère devient le plus ancien bâtiment de la ville d’Ouglitch.

## Église de laDormition

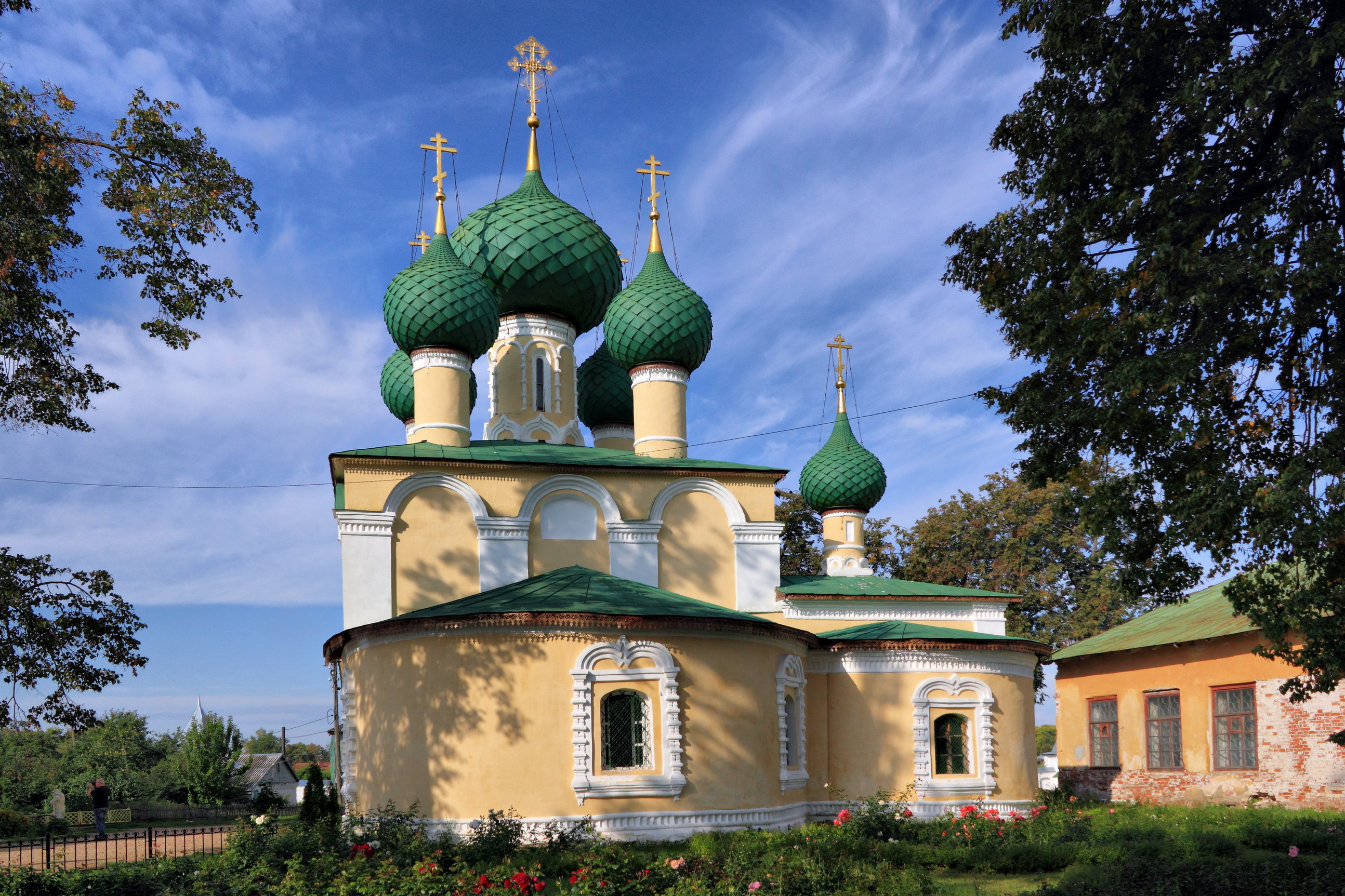
l'église de la décollation de Saint-Jean Baptiste 1725

L’église de la Dormition de la Sainte mère de Dieu est un édifice remarquable témoin de l’architecture du XVIIe siècle construit en 1628. Il étonne par sa perfection et son originalité provenant de schémas de construction inhabituels. Sa nouvelle variante de toiture pyramidale bouleverse l'organisation traditionnelle des bâtiments et renforce son effet décoratif. Cette innovation est promise à un bel avenir. Trois clochers en pointe auxquels sont accrochés de petits bulbes couronnent la partie dédiée au culte comme un trident. Le bâtiment étant construit sur une élévation de terrain, la perspective de l’ensemble gagne en légèreté et en élégance.
Un réfectoire est situé à côté de la petite église. Un pilier central en soutient la voûte. Au rez-de-chaussée, se trouvent les locaux administratifs. Vers l’est trois absides se déploient au chevet de l’église.
La décoration est simple et modeste, chaque détail soulignant adéquatement les proportions relativement modestes du bâtiment.
Églises à trois pyramides
L'église du monastère d'Alexeievski est un des plus beaux exemples d'église à triple pyramides. Toute sa beauté réside dans l'harmonie formée par les trois clochers de forme pyramidale qui couronnent l'édifice. Il existe à Moscou une église à trois pyramides élevée de 1649 à 1652, l'Église de la Nativité-de-la-Vierge de Poutinki.
Mais elle est plus pittoresque qu'homogène. C'est la dernière église de ce type, le patriarche Nikon interdira en effet, en 1650, la construction de ce type d'église, considérant qu'elles sont contraires à la tradition. Cette forme n'est plus tolérée que sur les annexes, porches et clochers. Ou encore dans le nord de la Russie, loin des regards des autorités ecclésiastiques.

## Église d'Aleksis
L’église a été construite au début du XVIe siècle, probablement par l’architecte Grigori Borissov(peut-être avec des architectes italiens de Moscou). En 1629-1631, elle fut restaurée après les Temps de troubles, et du côté sud est adjointe une chapelle de l’épiphanie L’église est encore transformée au XIXe siècle (peut-être selon un projet établi ou co-établi avec l’architecte officiel de Iaroslavl : Piotr Pankov). Après 1829, l’église se vit adjoindre un réfectoire qui lui donna un aspect très classique. À en juger par les croquis d’après nature d’Ivan Potekhine, les absides ont été conservées jusqu’au moment où le bâtiment a été transformé en galerie d’art, dans les années 1930.
Au début des années 2000 le groupe officiel des architectes-archéologues de la ville d'Ouglitch partit en mission au Musée de l'Ermitage sous la direction de Е. А. Tourovoï. Il fut établi à la suite de cette mission que le bâtiment du XVIe siècle a été conservé jusqu'à ce jour (à l'exception des absides disparues) et le groupe conclut en la possibilité d'envisager une restauration de l'église dans l'avenir. Les particularités de l'église et la fine décoration de ses absides fait penser à celle des absides dessinées par Grigori Borissov pour le Monastère Saint-Boris-et-Saint-Gleb (Borissoglebski)(1522—1524) et le Monastère Troïtse-Danilov à Pereslavl-Zalesski (1532).

## Église Saint-Jean-Baptiste

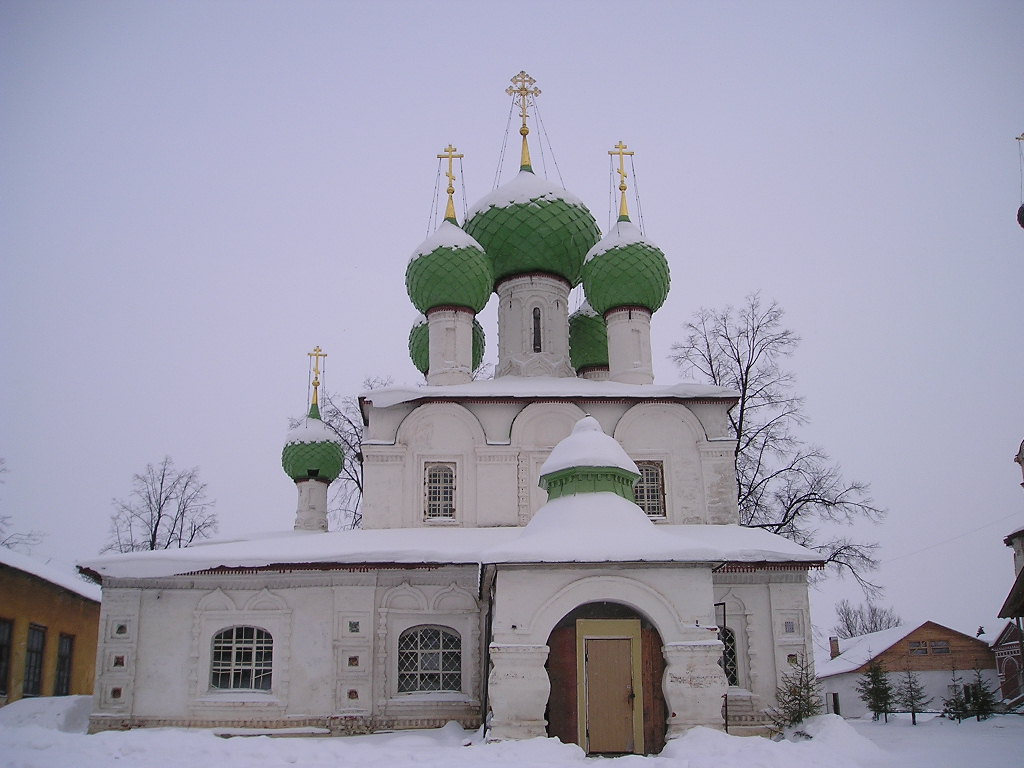
église de la décollation de Saint-Jean-Baptiste

La petite église de la décollation de Saint-Jean-Baptiste a été construite en 1681. C'est un exemple typique de l'école architecturale des édifices de la Haute-Volga. Au XIXe siècle, un parvis fut rajouté et en même temps l'église fut repeinte. La décoration originale n'est conservée que dans la partie ouest du parvis. La décoration en carreaux de faïence est connue pour être la plus belle d'Ouglitch.

## Sources
- И. А. Ковалев, И. Б. Пуришев. Углич. Верхне-Волжское книжное издательство. Ярославль, 1978.(I. A Kovalev, I. V. Pourichev, Ouglitch ; édition de livres de la Haute-Volga. Iaroslavl, 1978.)
- Информационный портал Угличского муниципального района (Portail d'information du raïon d'Ouglitch)
- Народный каталог православной архитектуры (Catalogue de l'architecture orthodoxe) (Intéressant pour le plan de l'ensemble des bâtiments)

- (ru) Cet article est partiellement ou en totalité issu de l’article de Wikipédia en russe intitulé « Алексеевский монастырь » (voir la liste des auteurs).